# هنگامی که چراغ خاموش می‌شود
هنگامی که چراغ خاموش می‌شود (انگلیسی: As the Light Goes Out) یک فیلم در ژانر درام و مهیج به کارگردانی درک کووک است که در سال ۲۰۱۴ منتشر شد.

## بازیگران
- نیکلاس تسه
- شان یوئه
- سیمون یام
- هو جون
- اندی آن
- ویلیام چان
- پاتریک تام
- لیو کای-چی
- جکی چان